# 彼とカレット。
『彼とカレット。』（かれとカレット）は、tugenekoによる日本の漫画。アスキー・メディアワークスが運営する『週刊アスキー』で連載されたフルカラー4コマ漫画である。

## 概要
2010年10月より『ケータイ週アス』にて連載を開始し、2011年11月より『週刊アスキー』での連載に移行した。2015年はじめまで、毎週火曜日発売の『週刊アスキー』誌上での先行掲載、及び、同週金曜日更新の週刊アスキーPLUS上での追加掲載（未発表の新作1本を含む）を時間差で行う連載形態をとっていた。以降は、金曜日更新の週刊アスキー・ウェブサイトで一括掲載していた。2016年7月時点で、週刊アスキーのウェブサイトにおいて全話公開されている。単行本の発売が決定した時点（2013年3月頃）で、Web掲載では100万ページビューを記録している。

## ストーリー
下宿で一人暮らしをする男子大学生のイケダのもとへ、ある日突然少女型の家政婦ロボットのカレットがやってくる。カレットが言うには、イケダは「生活向上プロジェクト」のリサーチ対象者として当選したため、カレットが派遣されたとのこと。しかしカレットは一切の家事ができず、そもそも家事をしようという気概もなく、だらだらと毎日を過ごすだけであった。物語では、イケダとカレットの日常が描かれていく。可愛らしい絵柄の漫画であるが、イケダがさりげなく行う痴漢行為とその被害女性らによる激しい報復が特徴である。

## 登場人物
イケダ
カレットが来るまで下宿で一人暮らしをしていた20歳の男子大学生。重度のスケベである。セクハラをなりわいとしており、カレットを含む周囲の女性にあの手この手の痴漢行為をはたらく。さりげなくかつ大胆に女性の胸や尻、股間を触るなどするほか、覗きを行ったり、スクール水着などの女性の衣類にも執着したりする。そして大抵の場合、イケダはセクハラの対象とした女性から苛烈なおしおきを受けることになる。おしおきは非常に激しく、イケダが出血するほど殴打されるのは日常茶飯事であり、壁などの建築物に亀裂が入るくらい激しく叩きつけられたり、地面に埋められたり、高所から突き落とされたりする。その一方でイケダは生命力が強いためすぐに復活を果たし、次のセクハラ行為にいそしむのが常である（包丁で背中を刺された2コマ後に、何事もなかったかのごとく平然と脱衣所への侵入を実行することさえあった）。何度も復活しエロ行為に執念を燃やすさまから「イケダ師匠」とも称されている。
カレット
とある研究所で開発された少女型ロボット。名前は記号のカレットが由来。「生活向上プロジェクト」の一環として、プロジェクトの被験者として当選したというイケダの下宿へ派遣されている。家政婦ロボットなのだが、家事は苦手であるため一切行わない。製造されて2年であり見た目は中学生くらいだが、18歳という設定であると当人は話しており、運転免許証も所持している。長いピンク髪のツインテールが特徴。手やももが隠れるほどのぶかぶかのトップスを着ているが、普段身につけているのはその服に下着と靴（外出時）だけであり、それをネタにイケダの数々のセクハラを受けることになる。エネルギー源は人間と同じ食品一般で、イケダの手料理を毎日平らげる大食いである。普段から不機嫌そうな表情をしており、ぶっきらぼうな性格である。非常に力が強く、続成作用が起こるほどの怪力で泥を固めることができるほか、雪合戦の雪球を鈍器のように固めたり、硬質プラスチック・金属の製品も不用意に扱うと簡単に破壊してしまう。さらに本気を出せば、イケダの住んでいるアパートを消滅させられるくらいの腕力がある。また、戦車砲に耐えるほどの堅牢性も兼ね備えている。
コバヤシ
カレットを開発した研究所の技術者。20歳の若さで博士にして研究所の主任という才女である。カレットはコバヤシをモデルに造られており、両者の外見的な特徴にはいくつか共通点がある。カレットの製造者として、たびたびイケダ宅を訪れる。カレットを溺愛しているが、当のカレットには「メガネチビ」と呼ばれるなどぞんざいな扱いを受けている。
ミヤ
イケダと同じくプロジェクトの被験者となっている女子高生。彼女のもとにはコロンが派遣されている。コスプレしたり、何かにつけて気弱なコロンを女装させるのが趣味。カレットに家政婦ロボットとして何もしてもらっていないイケダとは違い、ミヤはコロンを日々活用している。イケダとカレットとは同じプロジェクトの被験者とロボットとして交流を持っているが、イケダの常軌を逸した行為から周囲の友人に心配されている。
コロン
ミヤの元へ派遣されている少年型のロボット。名前は記号のコロンが由来。ミヤからは「コロちゃん」と呼ばれている。カレットと同じ研究所で造られた後継機であり、カレットの弟機にあたる。ミヤからは女物の服ばかり与えられており、常に女装させられている。カレットとは対照的に気が弱く、ミヤには着せ替え人形扱いされるなどして遊ばれ、イケダやカレットらには虐げられ、ミヤの友人達にはいじられているキャラクターである。両足の裏に2つの青い光球を発生させて、その力で飛ぶことができる。飛んだ状態で人間一人を運べるくらいの推進力をもっている。なお、カレットには飛ぶ機能はなく、カレットの前で飛ぶと、カレットの不興を買うことがある。
びしゃもん
ミヤの飼い犬。真っ白な毛色で直方体状の角ばったデザインをしている。おつかいや散歩に独りで行けるなど知能が高いほか、イケダと同様に人間の女性にセクハラをすることもある。
れなおねえさん
イケダと同じくプロジェクトの被験者となっているテレビ番組の女性司会者。教育番組のような「れなれなハテナ」という番組に、ハテナと一緒に出演している。カレットはこの番組とれなおねえさんのファンである。ハテナに下着を奪われるなどの行為を日常的にはたらかれており、そのたびにハテナの頭部を投げ飛ばす、水に沈める、幼稚園児に蹴らせるなどといった報復を加えている。
ハテナ
れなおねえさんの元へ派遣されている少年型のロボット。名前ははてなマークが由来。体のパーツを切り離して遠隔操作し、離れた場所で五感を本体と共有できる機能がある。イケダやびしゃもんと同じく、セクハラをしてまわっている。同じ変態である故にイケダの同好の士となっている。
上記のれなおねえさんとハテナは、本作のパイロット版として2010年1月に発表された読み切り漫画「れなれなハテナ」の主役として登場している。このキャラクターの関係はその後始まった本作のイケダとカレットに継承されており、「れなれなハテナ」自体は番組やキャラクターの設定を少し変えて「彼とカレット。」の作中番組という形で登場している。
セイラ
ミヤの高校の友人のひとり。弓道部に所属している。コロンを「コロコロ」と呼び、何かにつけて彼を誘惑する。
ウズラ
ミヤの高校の友人のひとり。水泳部に所属している。セイラと一緒にいることが多い。
タマコ
ミヤの高校の友人のひとり。巨乳で散歩が趣味である。
助手A
コバヤシの研究所の女性助手のひとり。サバサバした性格だが、貧乳であることを気にしている。仕事をサボってカレットに会いに行こうとするコバヤシを監視している。
助手B
コバヤシの研究所の女性助手のひとり。助手Aの後輩にあたる。上記の先輩と比べると、コバヤシに対してやさしい。
キタハラ
イケダが通う大学にあるロボット研究部 (ロボ研)の女性部長。イケダの先輩にあたり、同じ授業に出席している。カレットたちのような人間的過ぎるロボットの存在に懐疑的である。
チカコ
ロボ研の副部長。キタハラからは「チカドン」と呼ばれている。父親がカレットたちを作った研究所と関係するロボット事業の会社に勤めている。ギザギザの歯が特徴。姓は「ウエノ」であることが判明している。
ユラ
ロボ研の女性部員。キタハラからは「ユラっち」、ハンスからは「ユラサン」と呼ばれている。複数のアルバイトを掛け持ちしている。カレットやコロンがロボットであることを知らない。
ハンス
ロボ研の男性部員。今作の男性キャラクターの例に漏れずセクハラ行為を得意としている。メモ帳に女性部員の下着の色を記録している。
服の人
普段カレットが身につけている水色の服。この服自体も自律ロボットであり、知能を持っていて、着ている人がいなくても自力で移動したり筆談したりすることができる。周囲からは「服の人」と呼ばれていて、一目置かれている。服の人には冬服と夏服の2体がおり、季節の変わり目ごとに研究所から独りでやってきて、交代でカレットに着られるという任務をこなしている。不器用なカレットと違い、服の人はプラモデルを作るなどの細かい作業もできる。
シエラ
コバヤシをライバル視する長身の女性。コバヤシを追ってカレットたちが住む街へやって来ており、イケダのアパートの上階に下記のヘレンと一緒に住んでいる。
ヘレン
シエラがつくった少女型ロボ。シエラとは対照的に、コバヤシやカレットたちと友好的に接している。靴や背負っている燃料噴射装置を使って、飛行したり、イケダを火だるまにしたりすることができる。
彼女の飛行ユニットそれ自体も、カレットの服の人と同じく自律ロボットであり、「シバ」と呼ばれている。

## 書誌情報
- tugeneko 『彼とカレット。』 アスキー・メディアワークス、全4巻
  1. 2013年3月27日発売、ISBN 978-4-04-891652-3
  2. 2014年4月26日発売、ISBN 978-4-04-866522-3
  3. 2015年2月27日発売、ISBN 978-4-04-869385-1
  4. 2016年6月27日発売、ISBN 978-4-04-892232-6